# Distretto di La Esperanza (La Libertad)
Il distretto di  La Esperanza è uno degli undici distretti della provincia di Trujillo, in Perù. Si trova nella regione di La Libertad e si estende su una superficie di 15,55  chilometri quadrati.